# Akbar shah
De Akbar shah oftewel "De schittering van de pauwentroon" is een uit de literatuur bekende grote diamant. De edelsteen wordt in verband gebracht met de Moghul-dynastie en hun fameuze pauwentroon. De grote onregelmatig gevormde en lichtgroene steen woog oorspronkelijk 116 karaat.

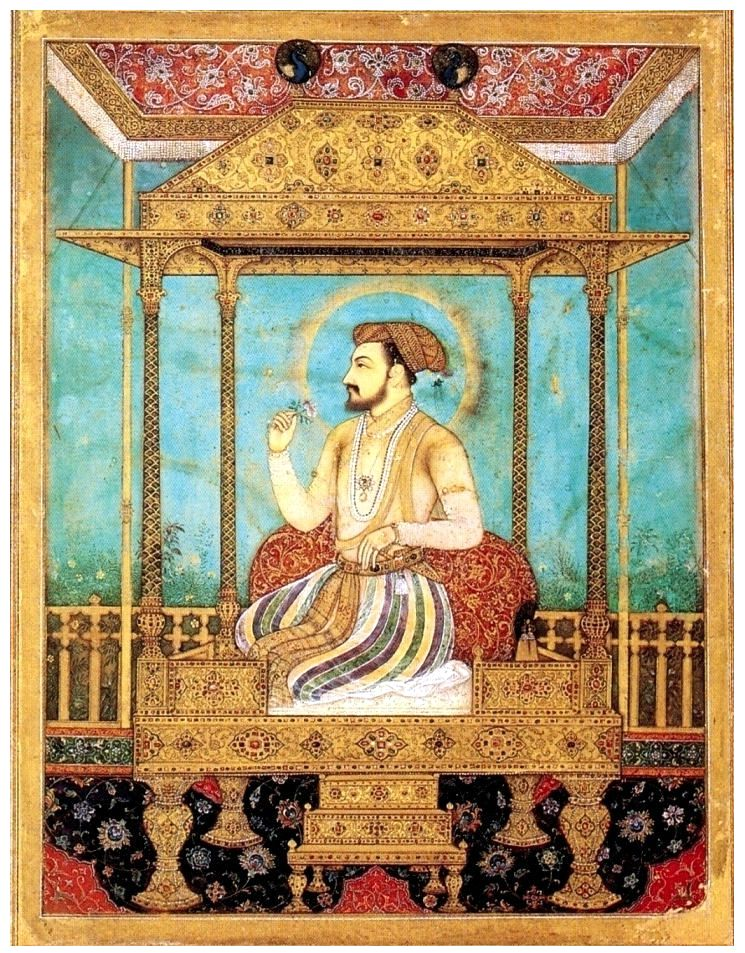
Akbar Shah op de pauwentroon

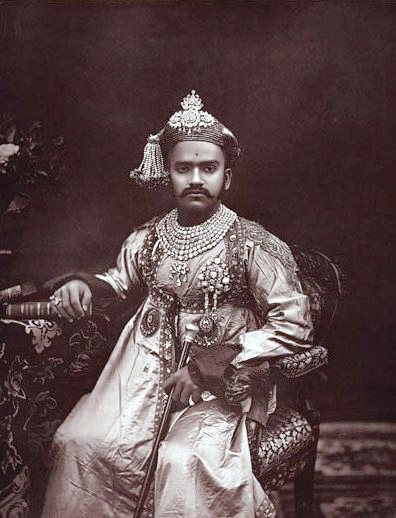
Maharaja Sayaji Rao Gaekwad III Gaekwar van Baroda

Over de kleur wordt in de literatuur niets gezegd. De diamanten uit India zijn meestal zeer helder en "wit" oftewel kleurloos.
De steen wordt voor het eerst vermeld in de Tuzuk-i-Jahangiri (Memoires van Jahangir) waarin deze vorst zijn regering (1605–27) beschreef. In het handgeschreven boek staat bij de gebeurtenissen tijdens een verblijf in Gujarat, " Op de vijfde vrijdag kwam Bahram, zoon van Jahangir Quli Khan uit Bihar en hij was zo gelukkig zijn respect aan de vorst te mogen betonen. Hij legde aan mijn voeten een aantal diamanten uit de mijnen van Kokhra".
De memoires zijn niet helemaal correct, de stenen werden niet in een mijn maar in een rivierbedding gevonden. In de genoemde streek zijn geen diamantmijnen.
De steen werd in 1629 opnieuw in de literatuur genoemd.
Historici strijden over de vraag of de steen deel uitmaakte van de pauwentroon zelf of van een versiersel van diamanten, smaragden en robijnen dat tegenover de troon was opgehangen. Het is mogelijk dat de beroemde Shah diamant daar heeft gehangen.
In 1739 veroverde de Perzische heerser Nadir Shah Delhi. Hij bracht de pauwentroon als oorlogsbuit naar Teheran.
Na de moord op Nadir Shah werden zijn schatkamers geplunderd. De buitgemaakte pauwentroon werd van zijn grote diamanten beroofd.
De Akbar shah werd in februari 1866 in Constantinopel te koop aangeboden. De koper was de Londense diamantairsfirma Blogg&Martin die de steen door Levi Moses Auerhaan opnieuw liet slijpen. Daarbij gingen de historische inscripties verloren. De steen woog nu 73.60 karaat.
De Arabische inscripties waren gecaligrafeerd en zijn bekend van afgietsels die men in 1866 van de steen heeft gemaakt. Ze luidden in vertaling:
1) SHAH AKBAR HEER VAN DE WERELD 1028 A. H.
Deze inscriptie is volgens de Europese jaartelling gedateerd in 1619, 39 jaar na het overlijden van Shah Akbar.
2) AAN DE HEER VAN DE BEIDE WERELDEN - 1039 A. H. - SHAH JAHAN
Deze inscriptie is volgens de Europese jaartelling gedateerd in 1630, Jahan regeerde van 1627 tot 1658.
In 1867 kocht Mulhar Brao, Gaekwad van Baroda, een van de schatrijke Indische maharadjas de steen voor 35000 pond. De steen maakt sindsdien deel uit van de juwelencollectie van zijn nakomelingen, maar hij werd jaren niet gezien. In 1936 zette Jacques Cartier de steen voor Maharaja Sayaji Rao Gaekwad III opnieuw, nu in een moderne platina hanger met briljanten.
In 1988 gaven de erfgenamen van de heersers van Baroda, Fatehsinhrao Gaekwad en zijn gemalin Shantadevi, de Akbar shah samen met de Ster van het Zuiden en de Keizerin Eugénie bij de Indiase belastingdienst op als hun bezittingen.
Hopediamant · Centenary · Cullinan · Koh-i-Noor · Lepelmaker · Bruine van Lesotho · Belofte van Lesotho · Golden Jubilee · Amsterdam-diamant · Darya-ye Noor · Sancy · Beau Sancy · Spiegel van Portugal · Taylor-Burton
Zie ook: Jean-Baptiste Tavernier · Lijst van bekende diamanten